# Puente Alto de Young
El Puente Alto de Young (nombre original en inglés: Young's High Bridge) es un antiguo puente de ferrocarril situado cerca de Tyrone, Kentucky, Estados Unidos. Cruza el río Kentucky entre los condados de Anderson y de Woodford, formando parte del tendido del ferrocarril Louisville Southern Railroad.
El puente en ménsula, nombrado en honor de William Bennett Henderson Young, se construyó en 1889, y el primer tren lo cruzó el 24 de agosto de 1889. Mide 506 m de largo, se alza 86 m sobre el río e incluye un tramo en voladizo de 168 m de largo.

## Historia
En sus orígenes, el puente daba paso al tráfico en el trayecto entre Lexington y Lawrenceburg  del  ferrocarril Southern Railway.
El último tren de pasajeros cruzó el puente el 27 de diciembre de 1937. Permaneció en uso para el tráfico de carga, que había disminuido a fines de la década de 1970, y el último tren en cruzar el puente lo hizo en noviembre de 1985, siendo abandonada la línea desde entonces por el Norfolk Southern Railway.
La estructura forma parte de la Extensión a Lexington del Ferrocarril del Sur de Louisville, incluido en el Registro Nacional de Lugares Históricos.
En febrero de 2013, el puente se vendió a la compañía Young's Bridge Partners LLC, que tiene la intención de operar una plataforma de puentismo desde la estructura, denominada Vertigo Bungee. Una sección adyacente de la línea del ferrocarril es propiedad del Ferrocarril y Museo Bluegrass, que opera excursiones en tren hasta el extremo oriental del puente.